# Sigma Alpha Rho
Sigma Alpha Rho (ΣΑΡ) es una fraternidad escolar judía estadounidense para alumnos de educación secundaria (high school). Fue fundada el 18 de noviembre de 1917 en Filadelfia, Pensilvania. Sin embargo, en 2017, todos sus capítulos habían quedado inactivos y solo quedaban antiguos alumnos (Alumni). La asociación de antiguos alumnos de la hermandad SAR contrató a una empresa de marketing para cambiar la marca de la fraternidad. En diciembre de 2022, la fraternidad escolar se reactivó con un nuevo capítulo en el condado de Bucks, en Pensilvania.

## Historia

### SigloXX

#### Fundación
La historia de Sigma Alpha Rho comenzó a finales de 1917, cuando la Primera Guerra Mundial estaba en pleno apogeo, un grupo de once jóvenes judíos en Filadelfia buscaban la manera de conectarse y para consolidar su vínculo formaron un club social. 
El 18 de noviembre de 1917, el club se convirtió en una fraternidad. El "Ojo Reluciente" era el símbolo de la fraternidad y sus colores eran el púrpura y el blanco real. Fue fundado el capítulo Phi de la fraternidad Sigma Alpha Rho, durante tres años y medio, la fraternidad estuvo formada por este grupo, posteriormente se tomó la decisión de añadir más capítulos. 
El 18 de noviembre de 1917, once jóvenes se reunieron en una sinagoga de Larchwood Avenue, en Filadelfia, para una reunión del Soathical Club. El Soathical Club era una organización fundada la primavera anterior por estudiantes judíos de la escuela secundaria West Philadelphia para reunirse socialmente. El nombre se deriva de una combinación de las palabras social y atlético, y entre las actividades se incluía un equipo de béisbol.
En la reunión, Bill Braude propuso que el club se convirtiera en una fraternidad, principalmente para promover los intereses de los estudiantes judíos en el instituto West Philadelphia High School. El resultado fue la Fraternidad Sigma Alpha Rho. Jules Feinstein fue elegido presidente de la fraternidad, Louis Marios fue elegido vicepresidente, Nathan Goldman se convirtió en secretario, Benjamin Landau asumió el cargo de tesorero y Harry Katz asumió el cargo de secretario financiero. La nueva fraternidad confió al miembro Alexander Meisel el diseño de su emblema. Los miembros también seleccionaron los colores de la fraternidad. 
En la primavera de 1918, la hermandad Sigma Alpha Rho celebró su primera reunión y reclutó a más miembros, incluidos Jerry Abramson y John Bathes, quienes influyeron en el desarrollo de la fraternidad. 
En el otoño de 1918, Abramson fue elegido presidente. Bajo su liderazgo, la fraternidad se integró a las actividades de la escuela secundaria West Philadelphia. 
La fraternidad decidió expandirse a otras escuelas secundarias y estableció el departamento de organizadores nacionales, el precursor de la junta suprema de cancilleres. En previsión de un segundo capítulo, el grupo renovó y reescribió sus rituales y sus ritos.

#### Años 20
En la tarde del 10 de junio de 1921, en el Hotel Lorraine, en Filadelfia, diez estudiantes del instituto Central High School prestaron solemnemente juramento de incorporación y se convirtieron en el capítulo Sigma. Uno por uno, capítulo por capítulo, la hermandad Sigma Alpha Rho creció. Theta, Omega, Iota, Xi y Epsilon fueron solo el comienzo, se formó un órgano rector y se agregaron más capítulos a medida que se expandió la fraternidad SAR. En septiembre de 1921, el judío León S. Rosenthal fue elegido primer presidente nacional de la fraternidad, Rosenthal era conocido como el "Gobernante Supremo Exaltado". El 20 de enero de 1924 se formó el primer grupo regional de capítulos, cuando nació el consejo del distrito de Filadelfia. En febrero de 1924 nació "The Gleaming Eye", el periódico nacional de la hermandad. La primera convención de toda la fraternidad se celebró en agosto de ese mismo año en Atlantic City, Nueva Jersey. Pronto, se reconoció la necesidad de un gobierno más localizado cuando se incorporaron capítulos adicionales en Nueva York, se añadió el consejo del distrito metropolitano, y ese mismo año, se creó un tercer consejo, el consejo del distrito del oeste de Pensilvania. Un punto culminante de este período fue la creación del capítulo Theta Theta de Nueva Orleans, en Luisiana, el 29 de diciembre de 1929. 
El 10 de junio de 1921, el capítulo Sigma fue instalado en el Hotel Lorraine, en Filadelfia, estaba formado por diez estudiantes del instituto Central High School de Filadelfia. El capítulo Sigma fue considerado como un "capítulo social". 
Con la llegada del capítulo Sigma, la escuela secundaria West Philadelphia adoptó el nombre de capítulo "Phi". Los miembros mayores de Phi estaban acostumbrados a controlar la fraternidad y se rebelaban ante la subordinación. Poco a poco, Phi se adaptó a su nuevo papel como capítulo de la fraternidad. 
En septiembre de 1921, la fraternidad formó un consejo ejecutivo, con cuatro miembros de Phi y cuatro de Sigma. El consejo estableció los planes para convertirse en una organización nacional con una constitución y estatutos. Seleccionaron a León S. Rosenthal como el primer Gobernante Supremo Exaltado (Presidente). 
Con el tiempo, cada escuela secundaria de Filadelfia añadió un nuevo capítulo a la fraternidad. El 17 de octubre de 1921, el capítulo Theta de la escuela secundaria del sur de Filadelfia fue instalado en el Hotel Lorraine como el tercer capítulo de Sigma Alpha Rho. Simultáneamente con las negociaciones para la creación del capítulo Sigma, un grupo en el sur de Filadelfia había estado haciendo planes para unirse a la fraternidad SAR. 
El 26 de noviembre de 1922, se instaló el primer capítulo fuera de Filadelfia, el capítulo Iota del instituto Chester High School en Pensilvania, durante un tiempo, el capítulo Iota solo admitió doce nuevos miembros cada año para honrar a los doce miembros fundadores. SAR se convirtió en fraternidad nacional el 12 de octubre de 1923 con la incorporación del capítulo Epsilon del instituto Camden High School en Camden, Nueva Jersey, siguieron nuevos capítulos en Wilmington, Delaware, Nueva York y Pittsburgh, Pensilvania. Sin embargo, con esta expansión surgió la necesidad de un órgano de gobierno central para vincular a los capítulos, al principio, el consejo ejecutivo poseía poderes limitados y tenía pocas obligaciones. Sin embargo, con la incorporación de capítulos fuera de Filadelfia, se hizo necesario formar un consejo de administración que incluyera su representación. El 20 de enero de 1924, el Gobernante Supremo Exaltado disolvió el consejo ejecutivo y luego convocó una sesión con un nuevo consejo ejecutivo nacional, que representaba a cada capítulo de la fraternidad, se celebraron elecciones y León S. Rosenthal fue nuevamente elegido Gobernante Supremo Exaltado, se adoptó una nueva constitución para la hermandad Sigma Alpha Rho. La fraternidad también comenzó a publicar su periódico, "The Gleaming Eye". (El ojo reluciente). 
En las convenciones que siguieron como eventos anuales, las reuniones del consejo ejecutivo nacional se volvieron cada vez más complejas. En la convención de 1926, se enmendó la constitución para crear un nuevo órgano de gobierno, la junta suprema de cancilleres, con mayores poderes y recursos. El grupo sería elegido anualmente por el consejo ejecutivo nacional (delegados de cada capítulo). El 26 de diciembre de 1926 se celebraron las primeras reuniones de la junta suprema de cancilleres en el Hotel Astor de la ciudad de Nueva York, en el transcurso de estas reuniones, se adoptaron varios tipos de legislación importante. La junta directiva creó un nuevo estatus de actividad, el de membresía vitalicia, que se otorgaba a todos los miembros del recién formado club de exalumnos (Alumni), en segundo lugar, fue durante este período que Sigma Alpha Rho se extendió aún más con capítulos en Jersey City, Nueva Jersey, Overbrook, Filadelfia y Roxborough, Filadelfia.
Al año siguiente, la fraternidad sufrió graves reveses financieros y se utilizaron todas las fuentes de ingresos disponibles para liquidar las obligaciones pendientes. El año siguiente fue esperanzador con una recuperación financiera, consolidación de capítulos y expansión conservadora. En 1928, se nombró un comité de auditoría para inspeccionar las cuentas de la fraternidad, además, se hizo obligatorio que los registros de Sigma Alpha Rho se mantuvieran abiertos a todos los hermanos en todo momento, una norma aprobada ese año disponía que todos los capítulos que no pagaran su impuesto per cápita, serían excluidos de la representación en el consejo ejecutivo nacional.

#### Años 30
La fraternidad prosperó hasta que la Gran Depresión amenazó su supervivencia. Los presidentes de los capítulos, conocidos como Sigma Rhos, organizaron la primera convención de Sigma Rhos en Filadelfia, el 3 de diciembre de 1933. La fraternidad resistió la tormenta, y en 1939, se establecieron los consejos de distrito del centro y sur de Pensilvania. Los hermanos de SAR lucharon durante la Gran Depresión, pero la fraternidad sobrevivió. La fraternidad inició la práctica de una reunión de invierno o de mitad de año de los presidentes de los capítulos, publicó la primera edición de su manual e introdujo tres consejos de distrito.

#### Años 40
Con el estallido de la Segunda Guerra Mundial, la fraternidad se enfrentó a un nuevo desafío, muchos hermanos fueron reclutados para ir a la guerra y luchar contra las potencias del Eje, algunos hermanos como el Gobernante Supremo Exaltado Irving Rathblott nunca regresaron. Durante estos tiempos terribles, surgieron nuevos líderes para guiar a los desanimados hermanos. El Gobernante Supremo Exaltado, Harold “Whitey” Weissman, empleaba el lema “Gung Ho”, en el sentido de trabajar juntos. La convención de la victoria, celebrada en 1946, inició la era de la posguerra con una celebración gigantesca. Unos 800 hermanos de la hermandad Sigma Alpha Rho (SAR), se reunieron en los hoteles Henry Hudson y Park Central de Nueva York para celebrar la ocasión. En 1946 se creó el consejo del distrito este. Con la finalidad de ayudar a los hermanos, las becas financieras se hicieron realidad en 1948. Cuando comenzó la Segunda Guerra Mundial, muchos hermanos partieron a la guerra, lo que puso a prueba el liderazgo de la fraternidad. En 1943, la fraternidad donó 3100 dólares (52 426 dólares en dinero actual) para comprar dos ambulancias para el cuerpo médico de Estados Unidos. En 1945, la SAR inauguró un monumento a los caídos en la guerra en el Parque Fairmount, en Filadelfia. En 1945, más de treinta capítulos estuvieron representados en la convención nacional que comenzó tres días después del armisticio con Japón. En 1946, la SAR logró muchos avances gracias a que más de 800 hermanos asistieron a la asamblea de ese año. Se publicó el primer anuario, se estableció un fondo nacional de becas que recibió el nombre de Irving Rathblott, surgió el consejo del distrito este, y SAR se unió al congreso interfraternidad de América.

#### Años 50
En 1950 se inició un programa de logros académicos. 1958 fue un año excepcional para la fraternidad, ya que SAR contaba con un total de 50 capítulos activos, gran parte de ello se debió a la determinación inquebrantable del Gobernante Supremo Exaltado Carlos Bogdanoff. De 1950 a 1953, la SAR hizo hincapié en el servicio comunitario y realizó grandes donaciones a la fundación contra la polio y a la organización Easterseals. El capítulo Zeta Theta ayudó con la construcción de un nuevo centro comunitario judío (JCC) en Wilkes-Barre, Pensilvania. A finales de la década de 1950, SAR adoptó una bandera de fraternidad, publicó su primer manual de capacitación para futuros aspirantes, imprimió una guía para padres y produjo una película sobre la historia de la fraternidad, también en este período, el ex Gobernante Supremo Exaltado, Howard L. Feldman, fue elegido presidente del congreso interfraternidad de América. En 1958, Sigma Alpha Rho tenía cincuenta capítulos activos. La fraternidad se hizo internacional con la creación de capítulos en Montreal y Toronto.

#### Años 60
En la década de 1960, Sigma Alpha Rho se expandió a áreas como Massachusetts, Alabama, California e incluso a Canadá, fue entonces cuando Sigma Alpha Rho pasó a ser conocida como la fraternidad Sigma Alpha Rho internacional. Durante la Guerra de Vietnam, la hermandad Sigma Alpha Rho se enfrentaba a tiempos difíciles, para afrontar los nuevos desafíos de la fraternidad, un exalumno fue llamado para dirigir la hermandad. Jerry Krader, como Gobernante Supremo Exaltado, trajo una nueva dirección a la hermandad. El liderazgo juvenil asumió un papel importante y los capítulos volvieron a fortalecerse, a medida que surgió una nueva generación de líderes dispuestos a tomar el mando.

#### Años 70
Sigma Alpha Rho prosperó durante los años 70 del siglo XX, cuando la hermandad estaba en auge. Las becas universitarias de Irving Rathblott crecieron en tamaño y cantidad. Los hermanos esperaban con ansias las convenciones de mitad y fin de año de toda la fraternidad, los partidos de raquetbol, los eventos de bowling, los banquetes de exalumnos, los viajes de esquí, los fines de semana espirituales, los bailes de graduación y los viajes a parques temáticos. Los lugares donde se celebraba la convención se ampliaron para incluir Virginia Beach, Virginia, las Cataratas del Niágara, Ocean City, Maryland y Toronto.

#### Años 90
En los años 90 del siglo XX, la fraternidad volvió a enfrentarse a tiempos difíciles, ya que sus capítulos fueron cerrando uno tras otro, a pesar de los esfuerzos de los alumnos. 

### SigloXXI
Las comunicaciones cambiaron, con la creación del sitio web del SAR, el envío de correo electrónico a los miembros de la hermandad, y el uso de las redes sociales. Durante su centenario celebrado en 2017, todos los capítulos de Sigma Alpha Rho habían quedado inactivos y solo quedaban los antiguos alumnos. La asociación de exalumnos formó un comité de reactivación y contrató a una empresa de marketing para cambiar la marca de la fraternidad. En diciembre de 2022, se formó un nuevo capítulo en el Condado de Bucks, en Pensilvania, con doce miembros de una escuela secundaria. En 2020, un grupo de antiguos alumnos se reunieron para restaurar la grandeza de Sigma Alpha Rho. El primer capítulo de SAR, se formó para allanar el camino para un nuevo grupo de jóvenes judíos que buscaban aventura, crecimiento, conexión y hermandad. Una organización de antiguos alumnos (Alumni) celebra reuniones cada cinco años. La celebración del centenario de Sigma Alpha Rho se celebró en 2017 y contó con la asistencia de más de 650 exalumnos.

## Símbolos y tradiciones
La insignia de la fraternidad fue diseñada por el miembro Alexander Meisel, y representa el símbolo de la fraternidad, "El ojo reluciente". Sus colores son el púrpura y el blanco. El lema de Sigma Alpha Rho es "Una spiritus, una fides", (Un espíritu, una fe). El periódico de la fraternidad se llama "The Gleaming Eye", y se publicó por primera vez en 1924.

## Actividades
SAR celebraba convenciones semestrales, eventos sociales y asuntos legislativos. La convención de mitad de año se realizaba en invierno y la convención de verano era llevaba a cabo en verano. Los eventos de capacitación incluían seminarios, retiros y charlas de liderazgo. 

## Membresía
La membresía está abierta a varones judíos de la escuela secundaria o de octavo grado, que sean aprobados por el capítulo individual. Los miembros potenciales son contactados por un hermano, pueden contactar a un hermano, o asistir a una reunión para aquellos interesados en unirse a la fraternidad. El proceso de compromiso de Sigma Alpha Rho, está diseñado para preparar a los candidatos para que sean miembros completamente activos e iguales del capítulo. 
SAR tiene una política contraria a las novatadas (hazing). Los candidatos asisten a reuniones y pueden participar en eventos de la fraternidad. Los aspirantes deben completar una tarea específica, como planificar y ejecutar un evento, preparar un artículo en el periódico de la hermandad, u organizar eventos deportivos con su capítulo correspondiente. Aunque es una fraternidad masculina, las chicas pueden asistir a los eventos, incluso a las convenciones de mitad de año y de verano.

## Organización

### Capítulos locales
Un capítulo es un grupo de hermanos organizados por área geográfica. Los capítulos forman la base de toda la actividad de la hermandad SAR. Los capítulos tienen nombres de letras griegas según la fecha de su constitución. Los hermanos de cada capítulo eligen a los dirigentes, organizan eventos y celebran reuniones periódicas. Los oficiales del capítulo incluyen a Sigma Rho (presidente), Mu Rho (vicepresidente), Kappa Mu (tesorero) y Kappa Beta (secretario). Los miembros del capítulo pueden elegir o designar a su Sigma Rho. Un hermano conocido como presidente Rho es designado para impartir clases de compromiso. 

### Junta nacional
La junta suprema de cancilleres, es el órgano rector general de la hermandad SAR en todo momento, excepto en la convención de mitad de año o de verano. Durante las convenciones de la fraternidad, el consejo ejecutivo internacional sirve como el organismo más elevado durante la sesión. La junta nacional es elegida por los hermanos, en la reunión celebrada en la convención de verano. El Gobernante Supremo Exaltado, es el presidente de la fraternidad Sigma Alpha Rho. El actual presidente de la asociación de antiguos alumnos es Jason Eric Saylor. 